# ريو هان بي
ريو هان بي (بالكورية: 류한비)‏ هي ممثلة كورية جنوبية، ولدت يوم 13 فبراير 2004 في سول في كوريا الجنوبية

## روابط خارجية
- ريو هان بي على موقع IMDb (الإنجليزية)
- ريو هان بي على موقع قاعدة بيانات الفيلم (الإنجليزية)